# Balaenanemertes lata
Balaenanemertes lata är en djurart som tillhör fylumet slemmaskar, och som beskrevs av Brinkmann 1917. Balaenanemertes lata ingår i släktet Balaenanemertes och familjen Balaenanemertidae. Inga underarter finns listade i Catalogue of Life.